# Natação nos Jogos Olímpicos de Verão da Juventude de 2010 - 4x100 m livre feminino
As provas do revezamento/estafetas 4x100 metros livre feminino da natação nos Jogos Olímpicos de Verão da Juventude de 2010 foram realizadas no dia 19 de agosto, na Escola dos Desportos, em Cingapura. Equipes de 12 países estavam inscritas neste evento.

## Medalhistas
|  | CHN China                           |  | GER Alemanha                                            |  | CAN Canadá                                              |
|  | Liu Lan Bai Anqi Wang Chang Tang Yi |  | Juliane Reinhold Lena Kalla Dorte Baumert Lina Rathsack |  | Lindsay Delmar Lauren Earp Tera van Beilen Rachel Nicol |

## Equipes
| Equipe            | Integrantes                                                         | Equipe     | Integrantes                                                                           | Equipe      | Integrantes                                                            |
| ----------------- | ------------------------------------------------------------------- | ---------- | ------------------------------------------------------------------------------------- | ----------- | ---------------------------------------------------------------------- |
| RSA África do Sul | Kyla Ferreira Oneida Cooper Natasha de Vos Taryn Mackenzie          | CAN Canadá | Lindsay Delmar Lauren Earp Tera van Beilen Rachel Nicol                               | HUN Hungria | Boglárka Kapás Diána Ambrus Anna Olasz Ágnes Bucz                      |
| GER Alemanha      | Juliane Reinhold Lena Kalla Dorte Baumert Lina Rathsack             | CHN China  | Liu Lan Bai Anqi Wang Chang Tang Yi                                                   | ITA Itália  | Elena di Liddo Stefania Pirozzi Martina Carraro Alessia Polieri        |
| AUS Austrália     | Madison Wilson Zoe Johnson Emily Selig Emma McKeon                  | Cingapura  | Xiang Qi Amanda Lim Adeline Shu Jian Winata Chriselle Wyn Jia Koh Xin Jing Cheryl Lim | JPN Japão   | Yukiko Watanabe Mina Ochi Maya Hamano Mayuko Okada                     |
| BRA Brasil        | Alessandra Marchioro Carolina Bergamaschi Bruna Rocha Julia Gerotto | EUA        | Kiera Janzen Jordan Mattern Kaitlyn Jones Allison Roberts                             | RUS Rússia  | Alexandra Papusha Kristina Kochetkova Ekaterina Andreeva Olga Detenyuk |

## Eliminatórias

### Eliminatória 1
| Pos. | Raia | País               | Tempo   | Notas           |
| ---- | ---- | ------------------ | ------- | --------------- |
| 1    | 3    | GER Alemanha       | 3:54.31 | Q               |
| 2    | 4    | AUS Austrália      | 3:54.64 | Q               |
| 3    | 5    | BRA Brasil         | 3:54.87 | Q               |
| 4    | 7    | USA Estados Unidos | 3:56.12 | Q               |
| 5    | 6    | ITA Itália         |         | Não largou      |
|      | 2    | RUS Rússia         |         | Desclassificado |

### Eliminatória 2
| Pos. | Raia | País              | Tempo   | Notas |
| ---- | ---- | ----------------- | ------- | ----- |
| 1    | 3    | CHN China         | 3:54.12 | Q     |
| 2    | 4    | CAN Canadá        | 3:54.33 | Q     |
| 3    | 6    | HUN Hungria       | 3:57.34 | Q     |
| 4    | 5    | SIN Singapura     | 4:01.27 | Q     |
| 5    | 7    | RSA África do Sul | 4:02.12 |       |
| 6    | 2    | JPN Japão         | 4:02.29 |       |

## Final
| Pos.              | Raia | País               | Tempo   | Notas |
| ----------------- | ---- | ------------------ | ------- | ----- |
| Medalha de ouro   | 4    | CHN China          | 3:46.64 |       |
| Medalha de prata  | 5    | GER Alemanha       | 3:49.02 |       |
| Medalha de bronze | 3    | CAN Canadá         | 3:49.12 |       |
| 4                 | 6    | AUS Austrália      | 3:51.81 |       |
| 5                 | 2    | BRA Brasil         | 3:52.86 |       |
| 6                 | 7    | USA Estados Unidos | 3:54.26 |       |
| 7                 | 1    | HUN Hungria        | 3:56.42 |       |
| 8                 | 8    | SIN Singapura      | 4:00.43 |       |